# Man-in-the-middle-aanval
Een man-in-the-middle-aanval (MITM-aanval) of person-in-the-middle-aanval (PITM-aanval) is een aanval waarbij informatie tussen twee communicerende partijen onderschept wordt zonder dat beide partijen daar weet van hebben. Hierbij bevindt de aanvaller zich tussen de twee communicerende partijen. De berichten kunnen daarbij gelezen en veranderd worden. Ook kunnen berichten worden verzonden die niet door de andere partij zijn geschreven. De naam van de aanval verwijst naar de derde persoon die in het midden tussen de twee partijen staat en de langskomende berichten bekijkt en aanpast. Voorbeelden hiervan zijn het onderscheppen van e-mail en ander dataverkeer tussen twee of meerdere computers. Ook het onderscheppen van brieven en telefoongesprekken kan men zien als man-in-the-middle-aanvallen.
Het Diffie-Hellman-sleuteluitwisselingsprotocol zonder authenticiteit is niet bestand tegen een man-in-the-middle-aanval.

## Voorbeeld

Voorbeeld van een man-in-the-middle-aanval. Trudy onderschept een bericht van Alice aan Bob. Indien de twee geen versleuteling (encryptie) gebruiken, kan Trudy de inhoud lezen, mogelijk zelfs veranderen, zonder dat dit kan worden opgemerkt.

Stel dat Alice en Bob met elkaar via e-mail berichten willen uitwisselen. Alice stuurt een e-mail naar Bob, maar Trudy onderschept de e-mail doordat zij toegang heeft tot de e-mailserver. Indien Alice en Bob geen encryptie gebruiken, is Trudy in staat het bericht te lezen en eventueel te veranderen. Als ze het bericht aanpast, heeft Bob hier geen weet van, want hij kan niet controleren of het werkelijk Alice is die het bericht heeft geschreven. Ook in situaties waar wel sprake is van beveiligde communicatie – dat wil zeggen dat Alice en Bob eerst elkaars identiteit aan elkaar kenbaar maken – kan Trudy tussenbeide komen en de identificatie ongemerkt beïnvloeden.
Uit gelekte geheime informatie kan een MITM-aanval gereconstrueerd worden die werd uitgevoerd bij BICS, een dochtermaatschappij van de Belgische telecommaatschappij Belgacom, die onder andere VoIP en data-roaming aanbiedt in Afrika en het Midden-Oosten. Door een hack op de servers van BICS kon de Britse geheime dienst man-in-the-middle-aanvallen uitvoeren bij webbezoeken via de smartphone.